# Pinguicula ehlersiae
Pinguicula ehlersiae är en tätörtsväxtart som beskrevs av F. Speta och F. Fuchs. Pinguicula ehlersiae ingår i släktet tätörter, och familjen tätörtsväxter. Inga underarter finns listade i Catalogue of Life.